# Hoher Opferplatz
Koordinaten: 30° 19′ 20,4″ N, 35° 26′ 48,1″ O

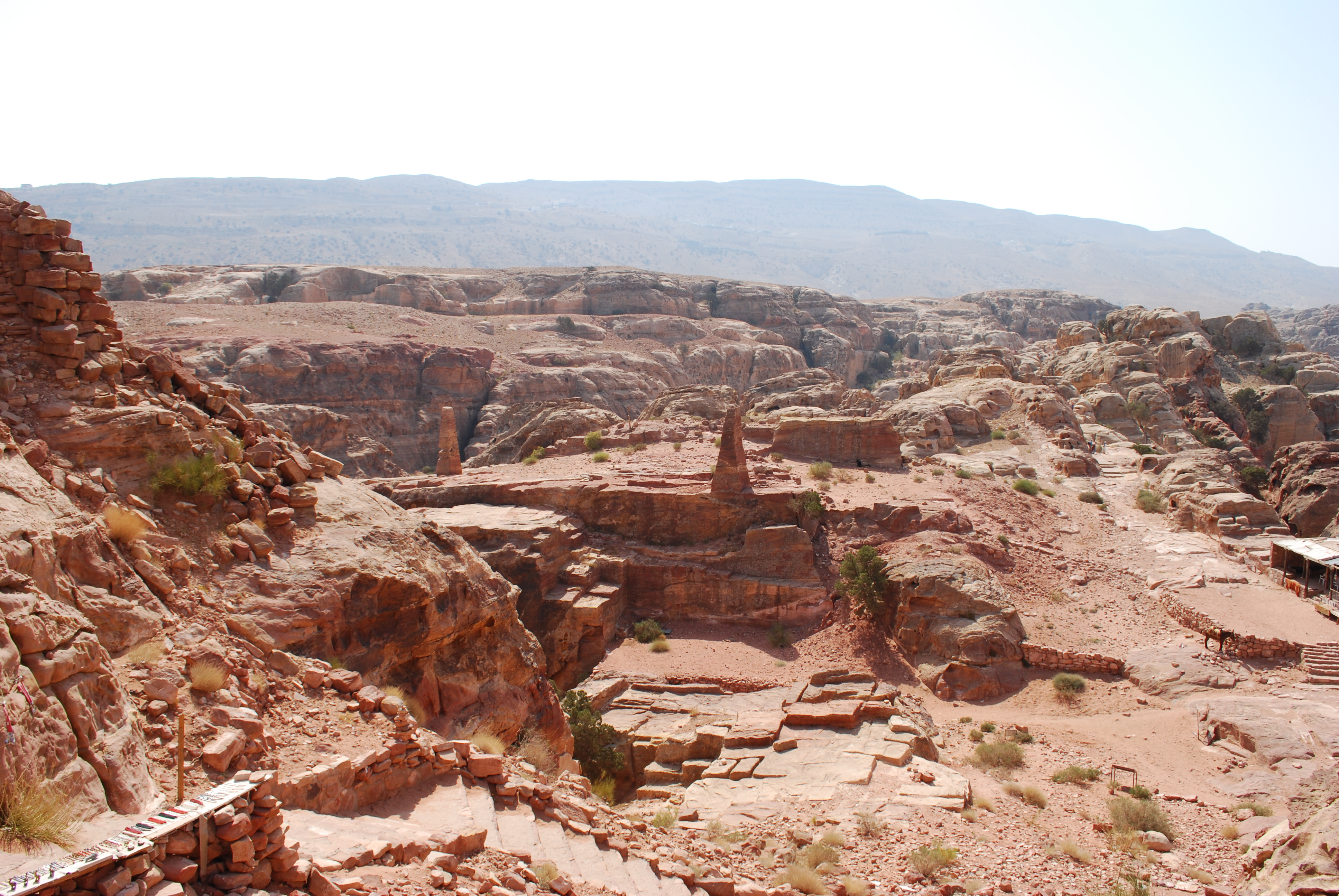
Gesamtansicht des Hohen Opferplatzes mit Obelisken

Der Hohe Opferplatz war ein nabatäischer Kultplatz auf dem Jabal Attuf, einem Berg im antiken Stadtgebiet der Felsenstadt Petra in Jordanien. Der Hohe Opferplatz gehört zu einer ganzen Reihe von hochgelegenen Opferplätzen in den Bergen von Petra. Sein Erhaltungszustand macht ihn zu einem der bekanntesten. Der Weg dorthin ist gut ausgebaut. Kurz hinter dem Grab 70 im äußeren Siq führt ein nabatäischer Pilgerweg nach oben zur Kultstätte, für den teilweise Treppen in den Felsen geschlagen wurden.

## Besonderheiten

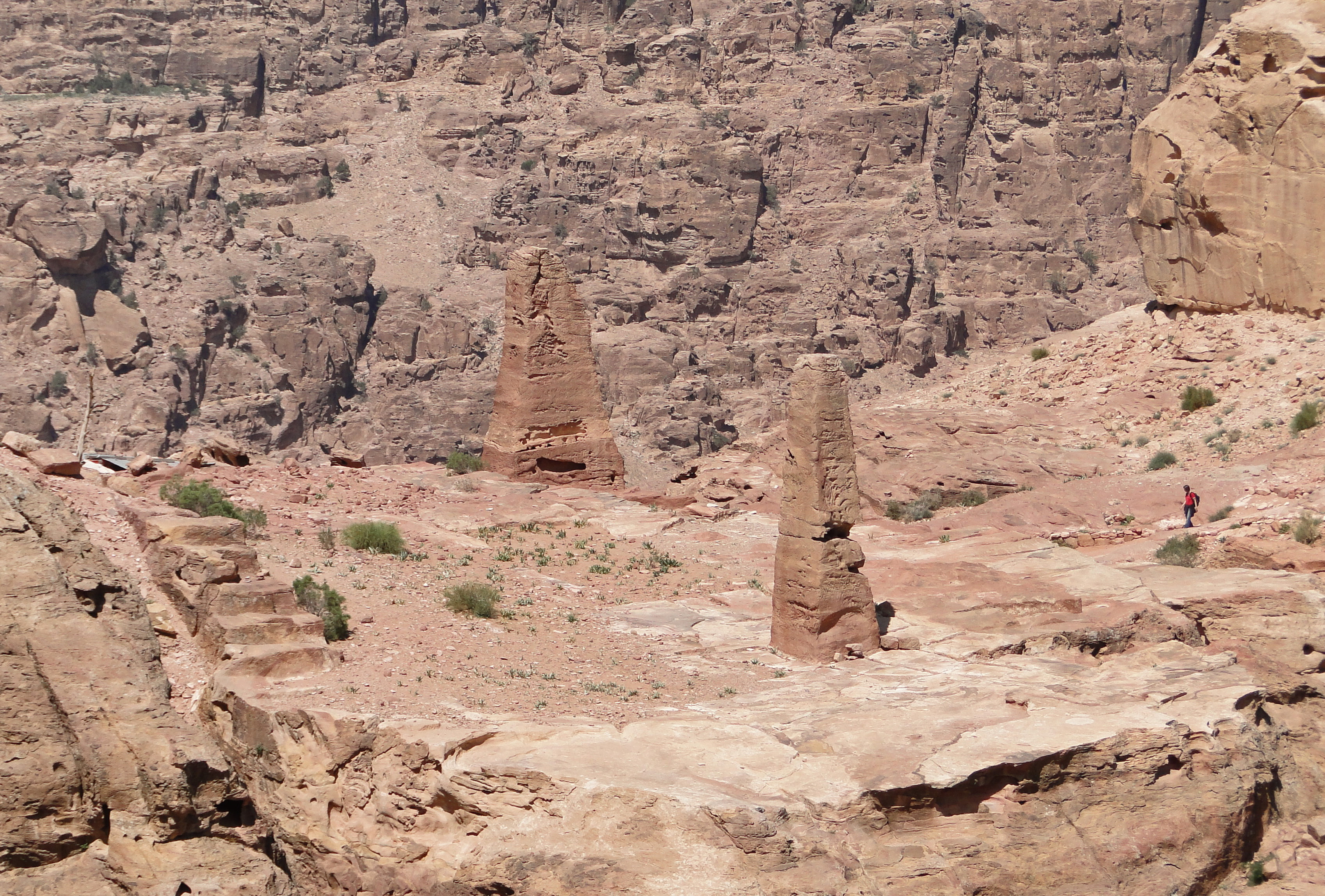
Obelisken in der Nähe des Hohen Opferplatzes

Der eigentliche Opferplatz besteht aus einem Hof von 14,5 m Länge und 6,5 m Breite. Eine den Hof umlaufende niedrige Stufe diente möglicherweise als Sitzgelegenheit für Rituale. In der Mitte des Hofes erhebt sich eine kleine 15 cm hohe Plattform, wahrscheinlich ein Opfertisch, auf dem Speisen, Getränke und andere Gaben dargebracht wurden. Der eigentliche Opferaltar befindet sich in der Nähe des Opfertisches auf der Westseite des Hofes. Er war über Stufen erreichbar und ist 90 cm hoch. Neben dem Altar befand sich ein rundes Opferbecken, in dem vermutlich das Blut von Opfertieren aufgefangen wurde. Neun Meter südlich vom Hof befindet sich eine etwa einen Meter tiefe Wanne. Hier wurde vermutlich Wasser für die Rituale gesammelt und aufbewahrt. Der Hof ist so klein, dass keine Massenveranstaltungen auf diesem Platz stattfinden konnten.
In der Nähe des Hohen Opferplatzes befindet sich eine Plattform mit zwei herausragenden Obelisken, die auf einer Ost-West-Achse ausgerichtet sind. Die Obelisken sind sieben Meter hoch und symbolisierten wahrscheinlich die nabatäischen Gottheiten Dushara und al-Uzza. Diese Ebene entstand, indem die Nabatäer das Gestein rund um die Obelisken abtrugen. So wurden schätzungsweise 3200 m³ Erde und Gestein bewegt.